# Charles B. Hoeven

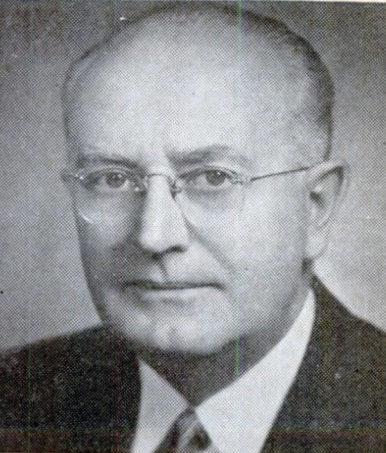
Charles B. Hoeven, 1963

Charles Bernard Hoeven (* 30. März 1895 in Hospers, Sioux County, Iowa; † 9. November 1980 in Orange City, Iowa) war ein US-amerikanischer Politiker. Zwischen 1943 und 1965 vertrat er den Bundesstaat Iowa im US-Repräsentantenhaus.

## Werdegang
Charles Hoeven besuchte die öffentlichen Schulen seiner Heimat und die Alton High School. Er unterbrach seine Ausbildung, um als Soldat am Ersten Weltkrieg teilzunehmen. Dabei war er in England und Frankreich zunächst bei einer Infanterieeinheit und dann beim Nachrichtendienst eingesetzt. Nach dem Krieg setzte er seine Ausbildung bis 1920 mit einem Studium an der University of Iowa fort. Nach einem anschließenden Jurastudium an der gleichen Universität und seiner im Jahr 1922 erfolgten Zulassung als Rechtsanwalt begann er in Alton in seinem neuen Beruf zu praktizieren. Zwischen 1925 und 1937 war er Bezirksstaatsanwalt im Sioux County.
Politisch war Hoeven Mitglied der Republikanischen Partei. Zwischen 1937 und 1941 saß er im Senat von Iowa; seit 1939 war er dessen amtierender Präsident. Im Jahr 1940 bewarb er sich erfolglos um die Nominierung seiner Partei für die Kongresswahlen. Zwischen 1925 und 1970 war Hoeven Delegierter auf allen regionalen republikanischen Parteitagen in Iowa. Im Jahr 1940 war er Präsident des damaligen regionalen Parteikonvents. 1942 leitete er die republikanische Rechtskonferenz in Iowa (Republican State Judicial Convention).
1942 wurde Hoeven im achten Wahlbezirk von Iowa in das US-Repräsentantenhaus in Washington, D.C. gewählt, wo er am 3. Januar 1943 die Nachfolge von Fred C. Gilchrist antrat. Nach zehn Wiederwahlen konnte er bis zum 3. Januar 1965 insgesamt elf Legislaturperioden im Kongress absolvieren. Da sein achter Wahlbezirk 1962 aufgelöst wurde, vertrat er zwischen 1963 und 1965 als Nachfolger von Merwin Coad den sechsten Distrikt von Iowa. Im Jahr 1964 war er Delegierter zur Republican National Convention in San Francisco, auf der Barry Goldwater als Präsidentschaftskandidat nominiert wurde. Während seiner langen Zeit im Kongress endete der Zweite Weltkrieg. In diese Zeit fielen auch der Koreakrieg, der Beginn des Kalten Krieges und des Vietnamkriegs. Innenpolitisch stand die Bürgerrechtsbewegung im Mittelpunkt des Interesses. Während seiner Zeit im Repräsentantenhaus wurden der 22., der 23. und der 24. Verfassungszusatz beraten und verabschiedet.
Im Jahr 1964 verzichtete Hoeven auf eine erneute Kandidatur. Bis 1970 besuchte er weiterhin als Delegierter die Parteitage in Iowa. Er war außerdem Vizepräsident einer Bank. Charles Hoeven verbrachte seinen Lebensabend in Orange City, wo er im Jahr 1980 verstarb. Er wurde in Alton beigesetzt.